# Es ist ein trotzig und verzagt Ding
Es ist ein trotzig und verzagt Ding (C’est une chose obstinée et pusillanime), (BWV 176), est une cantate religieuse de Johann Sebastian Bach composée à Leipzig en 1725 pour la fête de la Sainte Trinité.

## Histoire et livret
Bach compose la cantate au cours de sa deuxième année à Leipzig à l'occasion de la Trinité. Pour cette destination liturgique, deux autres cantates ont franchi le seuil de la postérité : les BWV 129 et 165. Les lectures prescrites pour le dimanche sont tirées de l'Épître aux Romains, reflétant la « profondeur de la sagesse » (11, 33–36) et de l'évangile selon Jean, la rencontre de Jésus et de Nicodème (3, 1–15).
Le texte est tiré de Jérémie 17: 9 (1er mouvement), Paul Gerhardt (6e mouvement) et Christiana Mariana von Ziegler (2e et 5e mouvements) (modifié par JS Bach)
Le thème du chœur est tiré du psaume « Christ unser Herr zum Jordan kam » dont le compositeur est inconnu, mais il est possible que Johann Walter puisse avoir participé à la composition ou à l'adaptation.
Au cours de sa deuxième année à Leipzig, Bach compose des cantates chorales entre le premier dimanche après la Trinité et le dimanche des Rameaux mais pour Pâques retourne à des cantates sur des textes plus variés, peut-être parce qu'il a perdu son librettiste. Neuf de ses cantates pour la période située entre Pâques et la Pentecôte sont basées sur des textes de Christiana Mariana von Ziegler, dont cette cantate précisément qui est la dernière, connue, à laquelle ait contribué la poétesse leipzicoise. Il intègre ensuite la plupart d'entre elles, y compris celle-ci, dans son troisième cycle annuel de cantates.
Ziegler reprend l'idée de l'Évangile que Nicodème est venu parler avec Jésus la nuit de peur d'être vu avec lui et en déduit des réflexions sur la timidité des chrétiens en général. Elle ouvre son texte par une paraphrase de Jérémie, décrivant le cœur de l'homme comme trotzig und verzagt, attributs contradictoires rendus par exemple comme « audacieux et timide » ou « contraire et désespéré » (17, 9). Littéralement trotzig signifie « rebelle », verzagt signifie « découragé ». La poétesse continue avec une paraphrase des paroles de Nicodème disant que personne ne peut agir comme Jésus si Dieu n'est pas avec lui. Elle utilise la huitième strophe du psaume Was alle Weisheit in der Welt (1653) de Paul Gerhardt pour le choral de fin, chanté sur la mélodie de Christ, unser Herr, zum Jordan kam.
Bach dirige la cantate pour la première fois le 27 mai 1725. Il s'agit de la dernière des compositions de cantates de Bach de la deuxième année passée à Leipzig.

## Structure et instrumentation
La cantate est écrite pour deux hautbois, hautbois d'amour, deux violons, alto, basse continue, trois solistes (soprano, alto, basse) et chœur à quatre voix.
Il y a six mouvements :
1. chœur : Es ist trotzig und verzagt Ding
2. récitatif (alto) : Ich meine, recht verzagt
3. aria (soprano) : Dein sonst hell beliebter Schein
4. récitatif (basse) : So wundre dich, o Meister, nicht
5. aria (alto) : Ermuntert euch, furchtsam und schüchterne Sinne
6. chœur : Auf daß wir also allzugleich

## Musique
Le chœur d'ouverture en do mineur se résume, sans introduction instrumentale, à une fugue chorale. Un thème complexe illustre deux aspects contrastés du cœur humain que Jérémie mentionne, qui rend trotzig (rebelle) à deux reprises, une fois dans une note élevée répétée atteinte par une fanfare en triade, puis dans une course vers le haut avec une modulation surprenante, alors que verzagt (timide) apparaît comme un motif soupirant en chromatisme. Les cordes accompagnent trotzig marqué forte et verzagt marqué piano, tandis que les hautbois doublent les voix. Klaus Hofmann note que « Bach a pris un plus grand plaisir à dépeindre le défi qu'à représenter la timidité (et s'est donc démarqué dans une certaine mesure de l'intention de son librettiste) ». John Eliot Gardiner traduit le texte par « Il y a quelque chose de têtu (ou rebelle ou volontaire) et un manque de courage (ou découragement ou désespoir) dans le cœur de l'homme », décrit le mouvement comme une « antithèse dramatique entre l'agression entêté et la fragile couardise » et se demande « si ce commentaire arrêté sur la condition humaine reflète les propres vues de Bach ».
L'aria de la soprano Dein sonst so hell beliebter Schein (« Ta chère brillante lumière ») contraste avec la gavotte au « pied léger », parfois sans continuo.

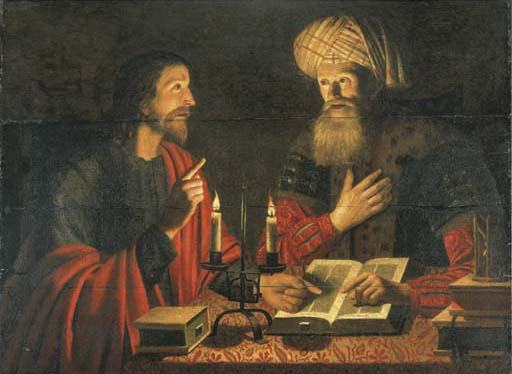
Jésus et Nicodème, par Crijn Hendricksz Volmarijn, 1616–1645

Dans le récitatif suivant, Nicodemus parle pour le Chrétien. Bach ajoute une citation de l'Évangile au texte imprimé de Ziegler, « car quiconque croit en toi ne périra pas », et il la souligne en la définissant en arioso.
Dans l'aria de l'alto, un inhabituel obbligato de trois hautbois à l'unisson, dont un hautbois da caccia, fait allusion à la Trinité qui est célébrée.
Le choral final est une disposition en quatre parties de l'archaïque mélodie modale de Christ unser Herr zum Jordan kam. Tout à la fin, Bach ajoute deux mesures à un degré plus élevé sur les mots ein Wesen, drei Personen (« un seul être, trois personnes »), reflétant la Trinité et un « éloignement de Dieu de sa relation à l'humanité ». Gardiner conclut que Bach « achève son deuxième cycle de Leipzig avec cette cantate remplie de pensées provocatrices et d'exégèse musicale ».

## Enregistrements notables
- The RIAS Bach Cantatas Project (1949-1952), Karl Ristenpart, RIAS-Kammerchor, RIAS-Kammerorchester, Gerda Lammers, Lotte Wolf-Matthäus, Gerhard Niese, Audite 1950
- Die Bach Kantate Vol. 39, Helmuth Rilling, Gächinger Kantorei Stuttgart, Bach-Collegium Stuttgart, Inga Nielsen, Carolyn Watkinson, Walter Heldwein, Hänssler Verlag 1980
- J.S. Bach: Das Kantatenwerk · Complete Cantatas · Les Cantates, Folge / Vol. 41 - BWV 175-179, Gustav Leonhardt, Knabenchor Hannover, Collegium Vocale Gent, Leonhardt-Consort, soloist of the Knabenchor Hannover, Paul Esswood, Max van Egmond, Telefunken 1988
- Bach Edition Vol. 15 - Cantatas Vol. 8, Pieter Jan Leusink, Holland Boys Choir, Netherlands Bach Collegium, Ruth Holton, Sytse Buwalda, Bas Ramselaar, Brilliant Classics 2000
- Bach Cantatas Vol. 27: Blythburgh/Kirkwell / For Whit Tuesday / For Trinity Sunday, John Eliot Gardiner, Monteverdi Choir, English Baroque Soloists, Ruth Holton, Daniel Taylor, Peter Harvey, Soli Deo Gloria 2000
- J.S. Bach: Complete Cantatas Vol. 15, Ton Koopman, Amsterdam Baroque Orchestra & Choir, Johannette Zomer, Bogna Bartosz, Klaus Mertens, Antoine Marchand 2001
- J.S. Bach: Cantatas Vol. 35 (Cantatas from Leipzig 1725) - BWV 74, 87, 128, 176, Masaaki Suzuki, Bach Collegium Japan, Yukari Nonoshita, Robin Blaze, Peter Kooy, BIS 2007